# Mone Inami
Mone Inami (Tokio, Japón, 29 de julio de 1999) es una golfista olímpica japonesa que consiguió la medalla de plata en los Juegos Olímpicos de Tokio 2020.

## Palmarés internacional
| Juegos Olímpicos | Juegos Olímpicos | Juegos Olímpicos | Juegos Olímpicos |
| Año              | Lugar            | Medalla          |                  |
| ---------------- | ---------------- | ---------------- | ---------------- |
| 2021             | Tokio ( Japón)   | Medalla de plata |                  |